# Marsianer

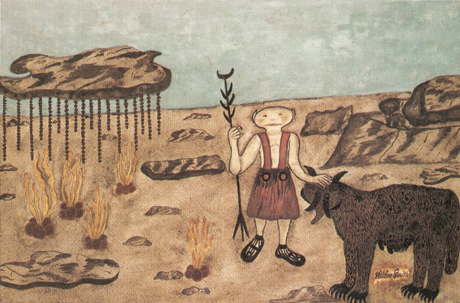
Hélène Smith: Marslandschaft (um 1900)

Marsianer, auch Marsmenschen genannt, sind fiktive, hochzivilisierte Lebewesen auf dem Planeten Mars, deren Existenz ab etwa 1890 vielfach angenommen wurde – auch von Astronomen und bekannten Wissenschaftlern anderer Fachgebiete. Die Marsmenschen sind eines der bekanntesten und ältesten Beispiele für hypothetisches außerirdisches Leben. Die Vorstellung eines bewohnten Mars – auf dem man auch heute noch nach Spuren von einfachem Leben sucht – kam dem damaligen technischen Aufbruch entgegen und wurde von einigen Medien zu einer Art „Marsfieber“ angefacht.

## Außerirdische Intelligenz
Die Frage der Existenz intelligenten außerirdischen Lebens ist bis heute in den Geistes- und Naturwissenschaften Forschungsthema und hat sogar zur Finanzierung einiger aufwendiger Forschungsprojekte geführt.
Sie geht einerseits auf jahrhundertealte Mythen und auch auf Gedanken einiger berühmter Philosophen, Astronomen und Biologen zurück, andererseits konkret auf die Entdeckung der „Canali“ (Rinnen, auch „Marskanäle“), die dem italienischen Astronomen Giovanni Schiaparelli 1877 gelang und die 1879 auf der Sternwarte Nizza bestätigt wurde. Der Amateurastronom Percival Lowell (USA) nahm Schiaparellis Entdeckung zum Anlass weitergehender Forschungen und gründete in Arizona die rasch berühmt gewordene Lowell-Sternwarte, die neben Marsforschung auch spektroskopische Astrobiologie betrieb und auf der 40 Jahre später der Pluto entdeckt wurde.
Von Leben auf dem Mond und auf anderen Planeten – und sogar auf der Sonne – träumt die Menschheit schon zumindest seit Beginn der schriftlichen Überlieferung. Konkreter wurden diese Gedanken unter anderem durch griechische Naturphilosophen und um 1600 durch Johannes Kepler. Als später große astronomische Fernrohre auf unsere benachbarten Planeten gerichtet wurden, blieben von diesen Träumen nur die Venus und der Mars bestehen, während die Unbewohnbarkeit des Erdmondes schon im 18. Jahrhundert durch Hieronymus Schröter vermutet wurde. Dass der direkte Nachbarplanet Venus eine für Menschen giftige Atmosphäre besitzt, wurde schon um die Jahrhundertwende klar, während dieser Befund für den Mars erst gegen 1950 gelang.

## Zur Geschichte der „Marskanäle“

Vergleich: Kleines grünes Männchen – Mensch

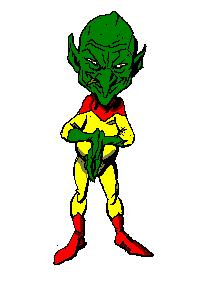
Ein grünes Marsmännchen

Die Bewohnbarkeit anderer Planeten und sogenannter Exoplaneten ist auch heute nicht prinzipiell auszuschließen, doch könnten – falls je nachweisbar – die Lebensformen von den terrestrischen Formen deutlich abweichen (siehe die neu entdeckten Schwefelbakterien in der Tiefsee). Doch auch die Triebkraft „nicht-wissenschaftlicher“ Überlegungen und häufiger Sensationsgier ist für die Frage nach „Außerirdischen“ nicht zu unterschätzen. Gerade dafür ist die Entdeckung und Fehlinterpretation der Marskanäle ein Musterbeispiel.
Als Marskanäle (im Italienischen bescheidener „Canali“ genannt) wurden zarte Linien auf der Marsoberfläche bezeichnet, die auf einige große Canyons und/oder auf Unterschiede in der Albedo des „Roten Planeten“ zurückgehen. Weitere Ursachen des Phänomens können mehrere Kraterreihen und terrassenähnliche, flache Schattenwirkungen sein. Ab etwa 1950 überwog die Ansicht, es seien optische Täuschungen bei einer bestimmten Auflösung von Fernrohren, wenngleich sich um 1965 einige dieser Strukturen als real herausstellten (vor allem die Valles Marineris).
Als Schiaparelli seine – von weniger scharfäugigen Astronomen erst zwei Jahre später bestätigten – Entdeckungen bekanntgab, sprach er schlicht von vermutlichen „Rinnen (ital. Canali) auf dem Mars“. Auf Englisch hätte dies Channels geheißen, doch wurden Canals daraus, was natürlich – insbesondere im Deutschen – auch oder überwiegend als künstliche Kanäle interpretierbar war. Zahlreiche Zeitungen machten aus diesem zunächst eher linguistischen Problem und einer vorsichtigen wissenschaftlichen Fragestellung bald ein Faktum.
Etwa um die gleiche Zeit – die Marsopposition von 1877 war astronomisch außerordentlich günstig – konnte man auch viele Details an den Polkappen des Mars entdecken. So lag für Journalisten und manche populär denkende Astronomen wie den Franzosen Flammarion (und natürlich Lowell) der Gedanke nahe, das periodische Abschmelzen der Polkappen mit den „Canali“ in Verbindung zu bringen. So war bald die absichtliche oder aus Begeisterung und Sensationslust geborene Fehlinterpretation perfekt, die nur für Geübte erkennbaren „Canali“ als künstlich angelegte Bewässerungskanäle zu deuten, mit denen das wenige Wasser auf dem wüstenartigen „Roten Planeten“ von den vereisten Polkappen zu den trockenen Äquatorgebieten geleitet wurde. Dazu kam eine jahreszeitliche Umfärbung mehrerer an den Canali liegenden Landschaften von grauen oder rötlichen Tönen in ein zartes Grün oder Blaugrün, was teilweise bis heute nicht völlig geklärt erscheint.
Eine späte Auswirkung dieses Marsfiebers war um 1970 die Entdeckung des „Marsgesichts“ in der Cydonia-Region, das umgehend von zahlreichen Buchautoren fälschlicherweise als Relikt einer früheren Marszivilisation angesehen wurde. Die „Entzauberung“ durch noch schärfer fotografierende Marssonden bekam naturgemäß ein viel geringeres Medienecho als die ersten, von Erich von Däniken bis heute zitierten Meldungen.

## Entstehung des Mythos der „Marsmenschen“

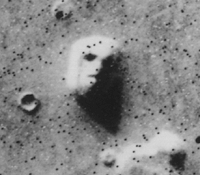
Marsgesicht, aufgenommen vom Orbiter von Viking 1, 1976. Die schwarzen Punkte, wie zum Beispiel das Nasenloch, sind Bildübertragungsfehler.

Zu dieser jahrzehntelangen Fehldeutung – die hinsichtlich der Erwartung niedrigen Lebens bis zum Flug der Raumsonde Mariner 4 1965 bestand – trugen jahreszeitlich-periodische Farbänderungen der Marsebenen zwischen grünlich, grau und rotbraun bei. Heute werden die „Kanäle“ meist als Artefakte der damals nur mittelgroßen Teleskope erklärt, einige entsprechen jedoch vorhandenen Linienstrukturen wie Gelände- und Terrassenstufen, großen Canyons und langen Kraterreihen.
Zum Entstehen der Hypothese von den „Marsmenschen“ trugen die Medien des späten 19. Jahrhunderts wesentlich bei, aber auch bekannte Astronomen wie Camille Flammarion und Percival Lowell. Da die Canali nur in Fernrohren ab etwa 30 cm Öffnung zu erkennen waren, mussten sie wegen der großen Entfernung des Mars über 100 km breit sein und die jährlichen Verfärbungen legten begleitende breite Vegetationsgürtel nahe. Weitere Gründe, Leben auf dem Mars anzunehmen, waren unter anderem:
- Periodische Sandstürme und das anschließende Wiederergrünen mancher Gebiete
- Nachweis von atmosphärischem Sauerstoff und Hinweise auf zeitweilige Temperaturen bis etwa 20 °C
- Sommerliches „Austrocknen“ (langsames Verschwinden / Wiederkehren von Lineamenten, oft im Abstand eines halben Marsjahres)
- kosmologische Vorstellungen zur Entwicklung der Planeten: die dichten Venus-Wolken als Hinweis auf einen „jungen“ Planeten, hingegen die Mars-Wüsten auf einen sterbenden Himmelskörper, und die Erde in einer Stufe dazwischen
- der aktuelle Bau zweier großer Schifffahrtskanäle (Sueskanal und Panamakanal)
- Auf diese Erfolge gestützt die Annahme, dass auch Marsbewohner einem Klimawandel nicht tatenlos zusehen würden

## Populärwissenschaft, Medien und Science-Fiction

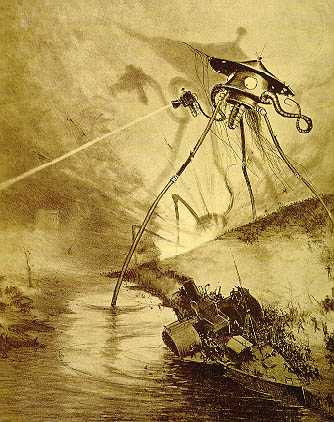
Angriff der Marsianer in Krieg der Welten. Buchillustration von Alvim Corréa aus dem Jahr 1906

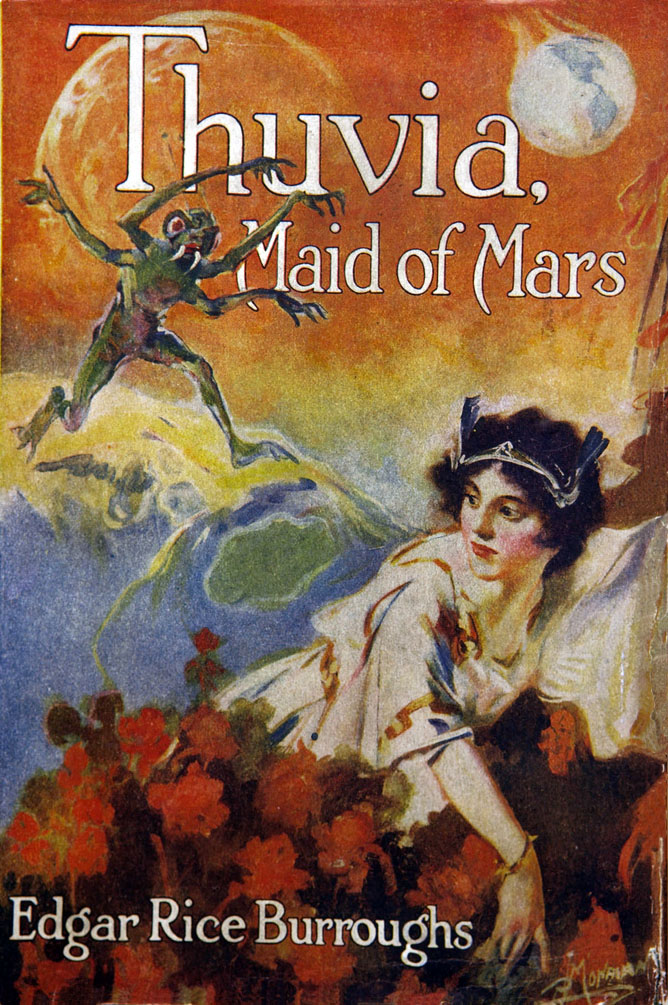
Thuvia, Maid of Mars. Buchillustration zur Science Fantasy John Carter vom Mars von Edgar Rice Burroughs, 1920

Angeheizt wurden diese Überlegungen und Spekulationen durch einige US-amerikanische und französische Zeitungen sowie durch die populärwissenschaftlichen Publikationen von Lowell und Flammarion, aber auch durch die schriftstellerischen Erfolge von Jules Verne.
Die „Marsianer“ waren Anlass zur Etablierung einer neuen Art von Science-Fiction-Literatur, welche schon damals dem Geschmack vieler Zeitgenossen entsprach. Aus einer (schon früher entstandenen) Reihe futuristischer Werke ragen vier besonders hervor:
- Krieg der Welten von H. G. Wells von 1898
- Das naturalistische Hörspiel gleichen Namens von Orson Welles, das 1938 durch seine Ähnlichkeit mit Radionachrichten viele Amerikaner verunsicherte
- Die Sozialismus-Utopie Der rote Planet von Alexander Bogdanow von 1907 (auf Deutsch zuerst 1923 als Der rote Stern)
- Mars-Chroniken von Ray Bradbury

Im 1907 für das US-amerikanische Cosmopolitan Magazine verfassten Artikel The Things that Live on Mars spekulierte Wells über das mögliche Aussehen der Marsianer. Als die Zeitschrift den eigentlich auf Westernszenen spezialisierten Maler William Robinson Leigh (1866–1955) beauftragte, zu den Vorstellungen Bilder zu malen, beeinflussten diese Darstellungen unser Bild vom Marsmenschen mit überdimensionierten Köpfen, Antennen und grüner Haut nachhaltig.
Während die Marsianer in den meisten literarischen Werken als Bedrohung unserer Existenz dargestellt wurden, geht in George du Mauriers Roman The Martian von ihnen der Impuls zu einer geistigen und moralischen Weiterentwicklung der Menschheit aus.

## Heutige Situation
Auch wenn 1965 die Raumsonde Mariner 4 die Existenz von Marskanälen weitgehend ausschließen konnte – die zahlreichen entdeckten Marskrater und Trockengebiete ließen ähnliche Hypothesen noch lange nicht verstummen. Als Raumsonden tatsächlich Gerinne in ausgetrocknetem Zustand entdeckten, verlagerte sich das öffentliche Interesse am „Roten Planeten“ auf den Nachweis der Existenz von Wasser, was Raumfahrtorganisationen wie ESA und NASA bis heute beschäftigt.
Die „kleinen grünen Männchen“ und andere Übertreibungen der Science-Fiction-Autoren regen bis heute Film und Fernsehen zu verschiedensten Produktionen an, haben aber auch wissenschaftlich manches Gute:
- Das Entstehen informativer Sendungen wie Alpha-Centauri
- Wachhalten des Interesses der breiten Öffentlichkeit
- Schaffung eines geeigneten politischen Umfeldes, um der Astronomie genug Geld für Forschungsprojekte zu sichern

Ein ähnlicher Effekt ist bei der „Gefahr aus dem Weltraum“ durch mögliche Einschläge von Asteroiden zu konstatieren.
In der forschenden Astronomie und Raumfahrt stehen seit Jahren mehrere Aspekte in Zusammenhang mit möglichem Leben auf dem Mars: die Suche nach Wasser und Wassereis, die dafür notwendigen geologischen Voraussetzungen im Marsgestein, der Nachweis von Hangrutschungen, die Suche nach Lebensspuren im Marsgestein (Bakterien, eventuelle mikroskopische Flechten) und in Meteoriten vom Mars, die Zusammensetzung und Entwicklung der Marsatmosphäre und nicht zuletzt Planungen zur eventuellen Anreicherung dieser relativ dünnen Atmosphäre.